# Stazione di San Benedetto Sambro-Castiglione Pepoli
Stazione di San Benedetto Sambro-Castiglione Pepoli vasútállomás Olaszországban, San Benedetto Val di Sambro településen.

## Vasútvonalak
Az állomást az alábbi vasútvonalak érintik:
- Bologna–Firenze-vasútvonal

## Kapcsolódó állomások
A vasútállomáshoz az alábbi állomások vannak a legközelebb:
- Stazione di Vernio-Montepiano-Cantagallo (Stazione di Firenze Santa Maria Novella, Bologna–Firenze-vasútvonal)
- Stazione di Grizzana (Stazione di Bologna Centrale, Bologna–Firenze-vasútvonal)
- Stazione di Precedenze